# Новгородское (Сумская область)
Новгородское (укр. Новгородське) — село,
Боромлянский сельский совет,
Тростянецкий район,
Сумская область,
Украина.
Код КОАТУУ — 5925080804. Население по переписи 2001 года составляло 518 человек .

## Географическое положение
Село Новгородское находится между реками Легань и Боромля (6 км).
Примыкает к селу Зализничное (Лебединский район).
Между сёлами проходит железная дорога, станция Боромля.

## Объекты социальной сферы
- Клуб.